# Mathias Lobato
Mathias Lobato is een gemeente in de Braziliaanse deelstaat Minas Gerais. De gemeente telt 3.526 inwoners (schatting 2009).